# Spigelia cremnophila
Spigelia cremnophila är en tvåhjärtbladig växtart som beskrevs av D.C. Zappi och E. Lucas. Spigelia cremnophila ingår i släktet Spigelia och familjen Loganiaceae. Inga underarter finns listade i Catalogue of Life.